# 化猫

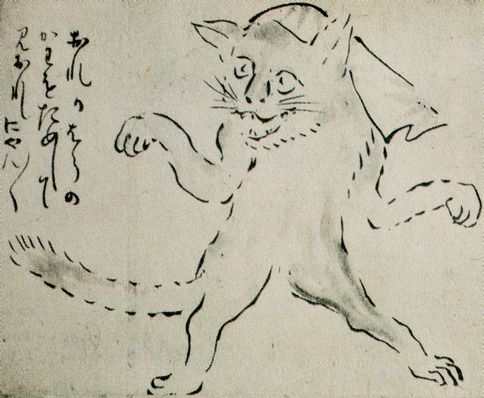
与謝蕪村畫《蕪村妖怪繪卷》的化貓。这幅画描绘了一只在深夜的名古屋的一只将手巾戴着头跳舞的猫。文字上写着“猫夜复一夜的又出来跳舞（夜な夜な猫またあまた出ておどりける）”。与据说有两条尾巴的猫又不同，这只猫被描绘成只有一条尾巴。

化貓（直译：「变化成了妖怪的猫」）是一种日本妖怪，但有时会和貓又混淆。日本各地都流传着妖怪猫的传说，里面以佐贺县锅岛时期的妖怪猫骚动尤为有名(#鍋島化貓騷動)。
类似的中国也有猫精传说，如黄汉《猫苑》和王初桐《猫乘》有猫妖传说，传说如果家猫失养变野猫，野猫久而不死会成精。闽都別記也有野猫精妖怪。

## 特徵
- 外型是貓，卻可以站立行走。
- 可以變化成人的姿態。
- 尾巴的數目多寡代表靈力的強弱。

## 传说

### 鍋島化貓騷動
肥前國佐賀藩2代藩主・鍋島光茂時代的傳說。負責和光茂下圍棋的臣下龍造寺又七郎，因得罪光茂而被斬殺，又七郎之母在向飼養的貓訴說心中的悲憤後自殺。貓嘗到母之血後成為化貓，進入城内，毎晩折磨光茂，光茂的忠臣・小森半左衛門打倒化貓，拯救鍋島家。
在史實上，龍造寺氏是鍋島氏之前的肥前領主，龍造寺隆信死後，補佐者鍋島直茂掌握實權，隆信之孫高房自殺，不久，高房之父政家也急逝。之後，龍造寺氏的殘黨在佐賀城下擾亂治安，因此直茂為了平息龍造寺的怨靈，建造天祐寺（現・佐賀市多布施）。此史實被視為騷動的發端，龍造寺的遺恨以化貓騷動的怪異事件呈現。又，高房、政家之死、佐賀初代藩主・鍋島勝茂之子早逝等，也被認為是發展成怪談的原因。
此傳說在之後戲劇化，嘉永時代，中村座以『花嵯峨野貓魔碑史』首度上演。題名的「嵯峨野（sagano）」實際上是採自「佐賀（saga）」。作品博得全國的人氣，但是因鍋島藩的投訴而上演中止。但是，上演中止申請之時的町奉行是鍋島氏的鍋島直孝，反而使化貓騷動更有名。
後年，又有講談『佐賀之夜櫻』、實錄本『佐賀怪貓傳』在世間廣為流傳。講談中，貓得知龍造寺的後室的怨恨，吃掉小森半左衛門之母和妻，化身成為她們在家中作祟。實錄中，已和龍造寺無關，被鍋島藩士小森半太夫虐待的異國貓，懷抱怨恨，吃掉主公的愛妾，化身成為她，在鍋島家中作祟，被伊藤惣太等人打倒。
昭和初期，又有以傳說改編的『佐賀怪貓傳』『怪談佐賀屋敷』『秘錄怪貓傳』等怪談電影，也博得大人氣。

## 脚注
1. ↑  湯本豪一編著. . 国書刊行会. 2003-07: 105. ISBN 978-4-336-04547-8.
2. ↑  Davisson, Zack. . Chin Music Press Inc. 2017. ISBN 978-1634059169.
3. ↑  京極夏彦. . 郡司聡他編  (编). . カドカワムック. vol.0029. 角川書店. 2010-03: 122. ISBN 978-4-04-885055-1.
4. ↑  涂可国. . 奇幻. 社会科学文献出版社. 2018年. ISBN 9787520125239.
5. ↑  里人何求. . 奇幻. 福建人民出版社. 1987年: 52. ISBN 9787211000609.
6. 1 2  原田他 1986，第670頁
7. ↑  原田他 1986，第694頁.
8. 1 2  斉藤他 2006，第116-117頁
9. ↑  多田他 2008，第22-24頁
10. ↑  .  第2巻. 坪内逍遥鑑選. 早稻田大學出版部. 1928-04: 6–7. 已忽略未知参数|ncid= (帮助)
11. ↑   昭和戦後編. 下川耿史編. 河出書房新社. 2007-07: 12. ISBN 978-4-309-22466-4.

## 相关
- 金华猫
- 猫鬼
- 猫容婆
- 猫将军
- 飞猫
- 猫能言
- 猫跳尸
- 化猫遊女